# Reichsleiter
Reichsleiter (niem. naczelnik Rzeszy a właściwie „naczelnik na poziomie ogólnokrajowym”) – tytuł paramilitarny w Narodowosocjalistycznej Partii Robotniczej Niemiec (NSDAP), będący drugim stopniem politycznym po Führerze w strukturze organizacyjno-administracyjnej partii NSDAP. Reichsleiter był tytułem członka najwyższego kolektywnego gremium NSDAP, Reichsleitung. Odpowiednikiem Reichsleitung w innych tego typu partiach było Biuro Polityczne. W NSDAP Reichsleiung było podporządkowane Wodzowi (Der Führer – tytuł ten oznaczał początkowo naczelnika NSDAP, po objęciu władzy przez Hitlera, śmierci Hindenburga i połączeniu funkcji kanclerza i prezydenta, był oficjalnym tytułem głowy państwa niemieckiego).
Reichsleiter był odpowiedzialny bezpośrednio przed Adolfem Hitlerem, który jednocześnie sprawował funkcje kanclerza (premiera rządu), przywódcy NSDAP oraz stał na czele armii. Kancelaria Reichsleitera mieściła się w Brunatnym Domu w Monachium. Później tytuł Reichsleitera otrzymywali naczelnicy wyższych organów administracyjnych i wojskowych. Reichsleiterzy, czyli członkowie Reichsleitung, mieli przydzielone zakresy kompetencji. Niekiedy funkcje Reichsleitera były dublowane z innymi funkcjami państwowymi (np. funkcją Staatshaltera – odpowiednika wojewody czy gubernatora) a nawet z funkcjami partyjnymi (Joseph Goebbels oprócz funkcji Reichsleitera sprawował także funkcję Gauleitera Berlina).

## Reichsleiterzy III Rzeszy

- Rudolf Heß − zastępca Hitlera, jako przywódcy partii NSDAP, minister do spraw partii
- Max Amann − Reichsleiter prasy (szef nadzoru partyjnego nad prasą)
- Walter Buch − szef Oberstes Parteigericht (Najwyższego Sądu Partyjnego)
- Martin Bormann − szef Kancelarii Partii NSDAP
- Philipp Bouhler − szef Kancelarii Führera NSDAP
- Richard Walter Darré − Reichsminister rolnictwa
- Otto Dietrich − rzecznik prasowy partii NSDAP
- Franz Ritter von Epp − szef Kolonialpolitischen Amtes (Biura Polityki Kolonialnej), namiestnik (Staatshalter) Bawarii
- Karl Fiehler − szef Głównego Biura Polityki Miejskiej
- Hans Frank − Reichsminister, szef departamentu prawnego, naczelnik Generalnego Gubernatorstwa i tamtejszy Gauleiter.
- Dr Wilhelm Frick − lider narodowosocjalistycznego „odłamu” w Reichstagu (klubu parlamentarnego), minister spraw wewnętrznych do 1943, protektor Czech i Moraw 1943−1945
- Dr Paul Joseph Goebbels − szef propagandy NSDAP, Reichsminister do spraw propagandy i oświaty, Gauleiter Berlina
- Konstantin Hierl − lider Służby Pracy Rzeszy
- Heinrich Himmler − dowódca SS i Policji, od 1943 minister spraw wewnętrznych
- Dr Robert Ley − Naczelnik Organizacyjny NSDAP, szef „Arbeitsfront” (reżimowej namiastki związków zawodowych)
- Viktor Lutze (do „Nocy Długich Noży” Reichsleiterem SA był Ernst Röhm) − szef Sztabu Sturmabteilung (Stabschef-SA)
- Alfred Rosenberg − przedstawiciel Führera, Reichsminister do spraw okupowanych terenów wschodnich
- Baldur von Schirach − Reichsjugendführer, potem Gauleiter Wiednia
- Franz Xaver Schwarz − skarbnik NSDAP

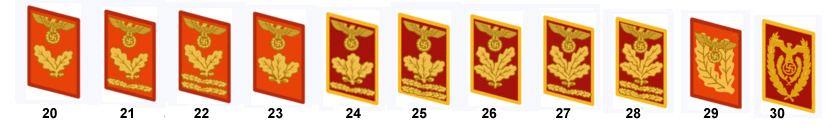
20: Bereichsleiter, 21: Oberbereichsleiter, 22: Hauptbereichsleiter, 23: Dienstleiter, 24: Oberdienstleiter, 25: Hauptdienstleiter, 26: Befehlsleiter, 27: Oberbefehlsleiter, 28: Hauptbefehlsleiter, 29: Gauleiter, 30: Reichsleiter.